# Banco Davivienda El Salvador
O Banco Davivienda El Salvador, fundado em 1885, é o terceiro maior banco de El Salvador. A partir de 2015, ele possuía cerca de 65 filiais, 1.800 funcionários e US$ 1,5 bilhão em ativos.

## História
Em 1891, o banco fundiu-se com a agência do Anglo-South American Bank sob o nome Banco Salvadoreño (Bancosal). O banco chegou a um acordo com o Banco Internacional de El Salvador, que detinha o monopólio de 25 anos na emissão de notas, para que também pudesse emitir notas. O governo de El Salvador nacionalizou o banco em 1980 como parte de uma nacionalização geral de instituições financeiras, mas privatizou o banco em 1993.
Em novembro de 2006, o HSBC adquiriu o Grupo Banistmo (Banistmo), um grupo bancário panamenho que possuía o principal banco do Panamá, Primer Banco del Istmo, e 106 outras agências na Costa Rica, Honduras, Colômbia e Nicarágua, além de 56,2% da holding que possuía o Bancosal. No ano seguinte, o HSBC estendeu duas ofertas para adquirir as ações remanescentes no banco. O banco mudou seu nome para Banco HSBC Salvadoreño e depois para HSBC El Salvador.
O HSBC vendeu suas operações em El Salvador para o banco colombiano Davivienda em 2012 e o banco passou a se chamar Banco Davivienda El Salvador.